# Nadja Bennewitz
Nadja Bennewitz (geboren 28. Dezember 1967) ist eine deutsche Historikerin und wissenschaftliche Mitarbeiterin an der Friedrich-Alexander-Universität Erlangen-Nürnberg am Lehrstuhl für Didaktik der Geschichte. Freiberuflich ist sie im Bereich der Erwachsenenbildung tätig mit dem Schwerpunkt historische Frauen- und Geschlechterforschung.

## Leben und Wirken
Nadja Bennewitz wuchs in Mailand und Erlangen auf. Sie studierte von 1987 bis 1994 Mittlere und Neuere Geschichte und Italoromanische Philologie an der Friedrich-Alexander-Universität. Das Studium schloss sie mit dem Magister Artium ab.
Seit 1996 arbeitet sie als selbstständige Historikerin in Nürnberg. Bennewitz ist Mitglied bei Miss Marples Schwestern (MMS), einem Netzwerk zur Spurensuche zur Frauengeschichte vor Ort. Als Dozentin in der Erwachsenenbildung vermittelt sie bei Stadtrundgängen, Museums- und Kirchenführungen sowie in Vorträgen frauen- und geschlechtergeschichtliche Forschungsergebnisse zur lokalen und regionalen Geschichte in Franken. Sie befragt sowohl Zeitzeuginnen als auch Zeitzeugen aus Deutschland sowie Italien zum Thema Nationalsozialismus und Widerstand. Bennewitz ist Mitarbeiterin an der Website la resistenza – Faschismus und Widerstand in Italien unter deutscher Besatzung.
2004/05 ging sie für ein Forschungsjahr nach Venedig und führt seitdem Studienreisen nach Italien durch. In Seminaren, auf Tagungen, bei Ausstellungsprojekten vermittelt sie ihre Forschungsergebnisse zur italienischen Frauengeschichte. Seit 2007 ist Bennewitz in der Lehrerausbildung als wissenschaftliche Angestellte am Lehrstuhl für Didaktik der Geschichte der Friedrich-Alexander-Universität tätig. In Kooperation mit anderen arbeitet sie bei Tagungen und Veröffentlichungen zum Thema Gender in Geschichte und Geschichtsdidaktik mit.
Seit 2017 betreibt Bennewitz in Zusammenarbeit mit Michael Liebler eine Radiosendung in Nürnberg zur Hörgeschichte auf Radio Z / 95,8 MHz.
Sie verfasst Bücher, Podcasts, CDs, CD-ROMs und Hörbücher zu ihren Schwerpunktthemen.

## Forschungsschwerpunkt
Ihr Schwerpunkt liegt auf der wissenschaftlichen Erforschung der Frauen- und Geschlechtergeschichte insbesondere für das späte Mittelalter, die Reformationszeit und das 19./20. Jahrhundert.

## Auszeichnungen
1998 erhielt Nadja Bennewitz den Frauenförderpreis der Stadt Nürnberg für die erfolgreiche Vermittlung wissenschaftlicher Forschungsergebnisse. Im selben Jahr verlieh ihr die evangelische Landeskirche Bayern den Argula-von-Grumbach-Preis für ihren wissenschaftlichen Beitrag über Frauen in der Reformation.

## Veröffentlichungen (Auswahl)
- Artus Ingrid (Hrsg.), Bennewitz Nadja (Hrsg.), Henniger Annette (Hrsg.), Holland Judith (Hrsg.), Kerber-Clasen Stefan (Hrsg.): Arbeitskonflikte sind Geschlechterkämpfe: sozialwissenschaftliche und historische Perspektiven Verlag Westfälisches Dampfboot (Verlag), Münster 2020, ISBN 978-3-89691-045-5
- Nadja Bennewitz (Hrsg.), Hannes Burkhardt (Hrsg.): Gender in Geschichtsdidaktik und Geschichtsunterricht : neue Beiträge zu Theorie und Praxis Verlag: Berlin; Münster : LIT,  2016, ISBN 978-3-643-13412-7
- Nadja Bennewitz (Hrsg.), Gaby Franger (Hrsg.): Geschichte der Frauen in Mittelfranken : Alltag, Personen und Orte / hrsg. von Nadja Bennewitz und Gaby Franger, Verlag: Ars Vivendi, Cadolzburg, 2003, ISBN 978-3-89716-375-1
- Nadja Bennewitz, Michaela Baetz, Heike Herzog: CD, Alltag, Verfolgung und Widerstand : Nürnbergerinnen im Nationalsozialismus, Verlag: IMEDANA, Inst. für Medien- und Projektarbeit Nürnberg, 2004, DDC-Notation 305.409433240904 [DDC22ger]
- zusammen mit Gesa Büchert, Mona Kilau (Hrsg.): Positionen, Projekte, Perspektiven. Zwischen Geschichtsdidaktik und fränkischer Kulturgeschichte. Vandenhoeck & Ruprecht, Göttingen 2023, ISBN 978-3-525-30227-9.
- Ingrid Artus, Nadja Bennewitz: Wir kommen aus dem Kampf heraus. Das politische Leben der Antifaschistin Berta Backof. PapyRossa Verlag, Köln 2024, ISBN 978-3-89438-827-0.